# Diwienskaja
Diwienskaja (ros. Дивенская) – stacja kolejowa w miejscowości Diwienskij, w rejonie gatczyńskim, w obwodzie leningradzkim, w Rosji. Położona jest na linii dawnej Kolei Warszawsko-Petersburskiej.

## Historia
Stacja powstała w 1857 pomiędzy stacjami Mszynskaja i Siwierskaja.

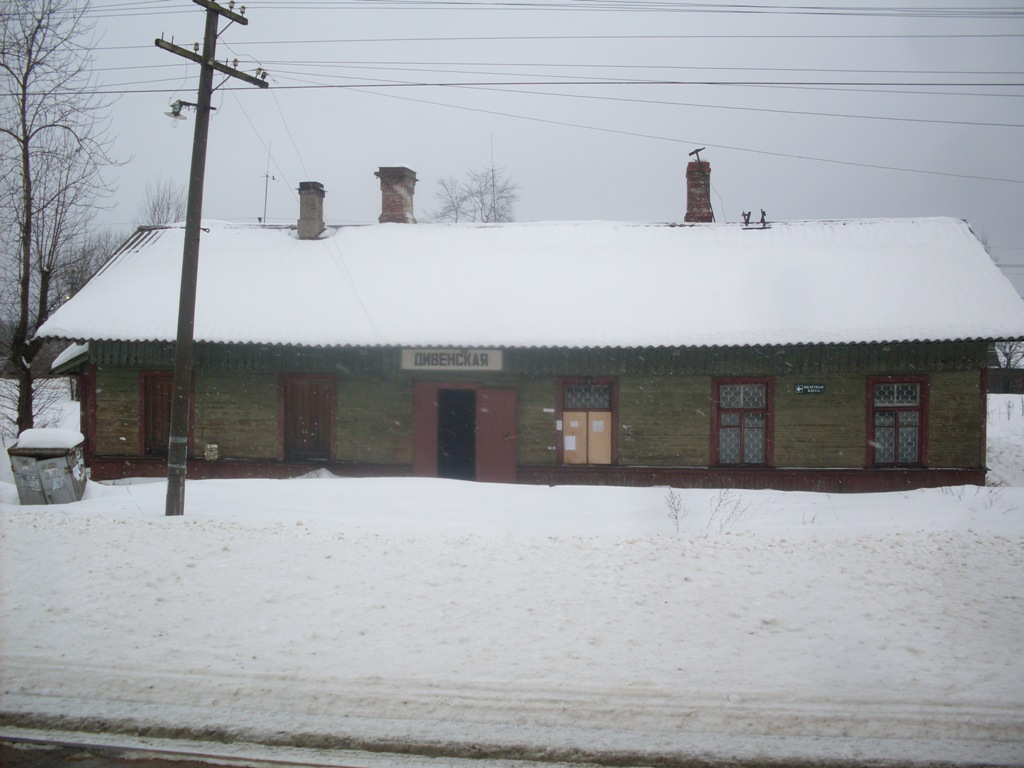
Budynek stacyjny
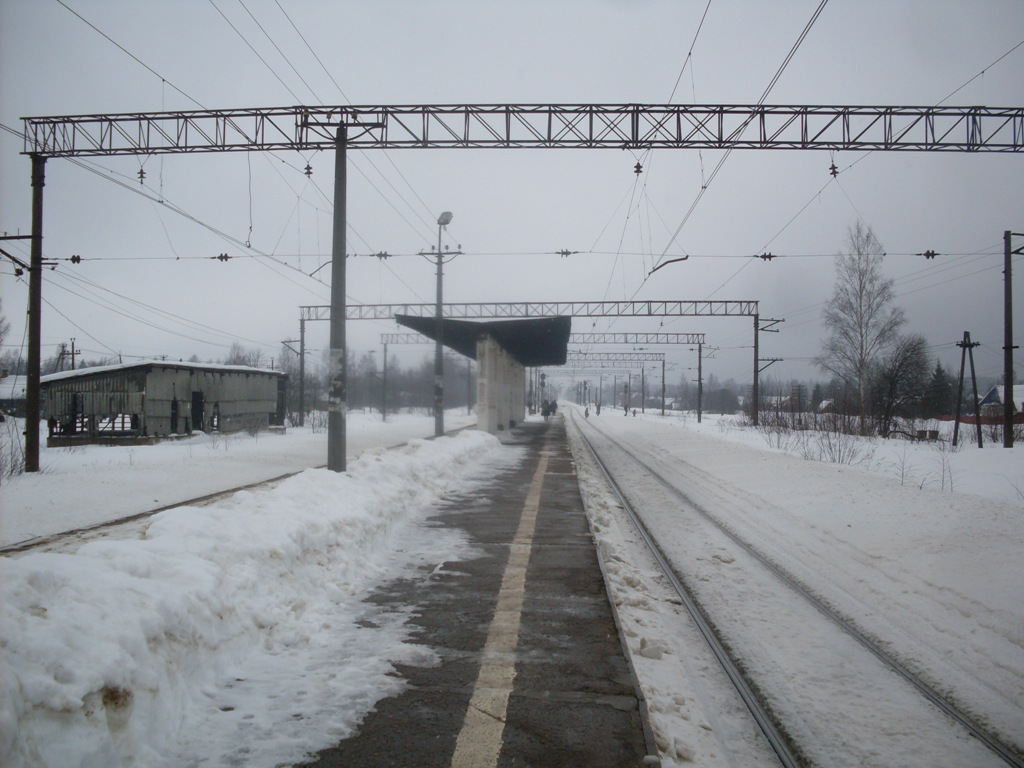
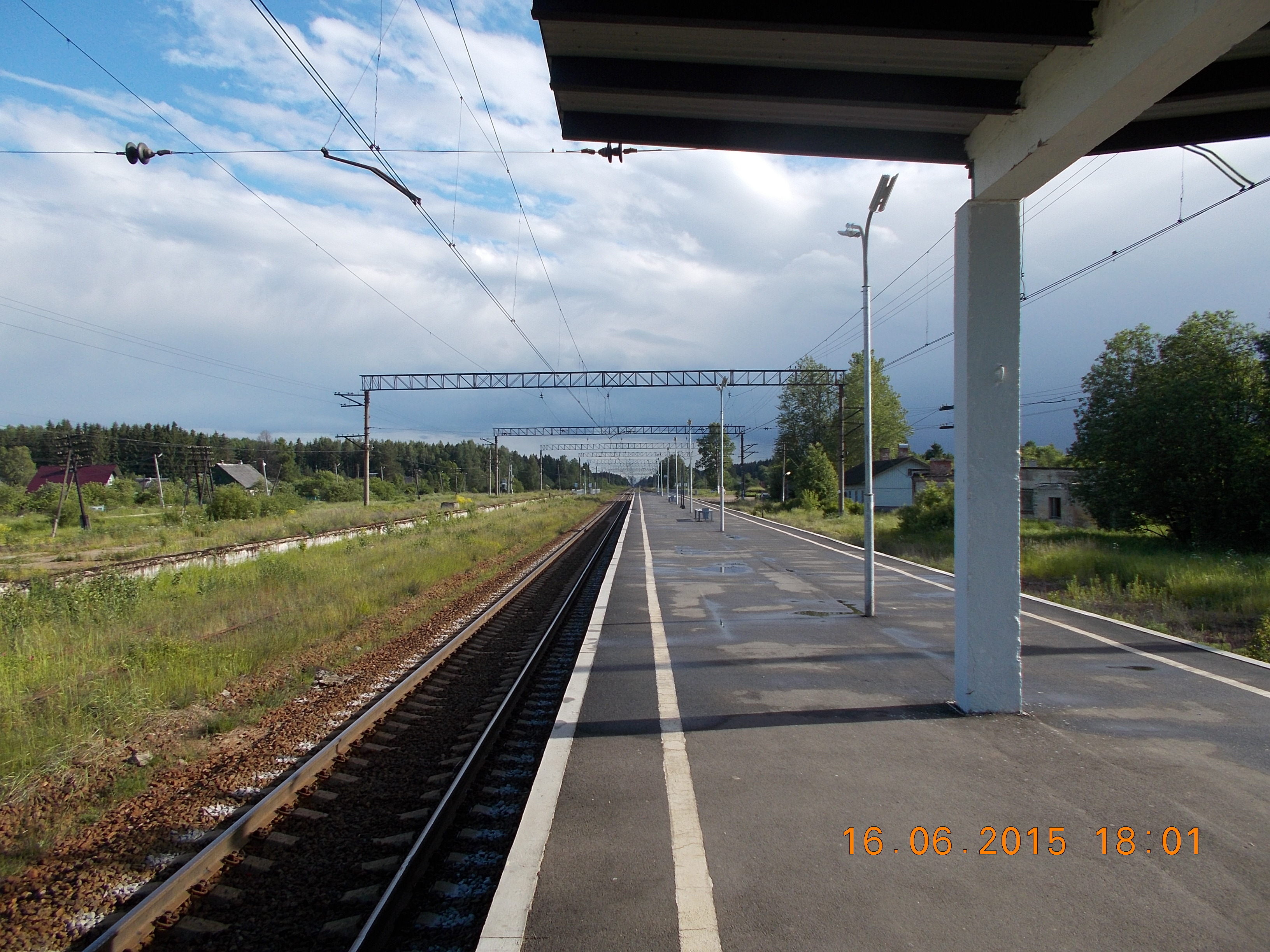